# NGC 5544
NGC 5544 (również PGC 51018 lub UGC 9142) – galaktyka spiralna z poprzeczką (SB0-a), znajdująca się w gwiazdozbiorze Wolarza. Odkrył ją William Herschel 1 maja 1785 roku. Oddziałuje grawitacyjnie z sąsiednią NGC 5545. Obie te galaktyki stanowią obiekt Arp 199 w Atlasie Osobliwych Galaktyk Haltona Arpa.